# Sint-Medarduskerk (Wessem)
De Sint-Medarduskerk in het Nederlands-Limburgse stadje Wessem is een rooms-katholieke kerk in de Nederlandse gemeente Maasgouw. De kerk werd oorspronkelijk gebouwd omstreeks het jaar 946. De kerk is gewijd aan de heilige Medardus van Noyon, een Franse bisschop uit de 5e/6e eeuw.

## Geschiedenis
De kerk werd oorspronkelijk gebouwd in romaanse stijl, maar werd later verbouwd in gotische stijl. In 1944 werd het bouwwerk grotendeels verwoest toen de Duitsers en geallieerden elkaar bestookten vanaf beide maasoevers. Op 10 november van dat jaar bliezen Duitse troepen de toren op, die vervolgens boven op het schip viel. Alleen de onderbouw van de toren, de muren van het koor en de zijbeuken, alsmede een aantal pilaren met Maaskapitelen, overleefden de verwoesting.
De plannen van pastoor J. Steinhart om de restanten te slopen en te vervangen door een geheel nieuwe kerk op een centralere plek in het dorp werden verhinderd door toedoen van architect en monumentenzorger F.P.J. Peutz, die het kerkbestuur van het belang van de restanten wist te overtuigen. Peutz was hierna een voor de hand liggende keuze voor de herbouw van de kerk. Door de vondst van belangrijke overblijfselen van de vroegromaanse kerk in 1946 werd de bouw van de nieuwe kerk flink vertraagd. Pas eind 1948 ging de restauratie van start.
Op 31 december 1949 was het gebouw, met uitzondering van de toren, hersteld en kon de kerk in gebruik worden genomen. Peutz had zich bij de herbouw deels laten leiden door de oude situatie en gebruik maakte van de restanten. Het restant van de oude toren werd echter gesloopt om het schip met een travee te kunnen verlengen. De toren werd vervolgens in 1950-1951 enkele meters meer naar het westen en iets hoger herbouwd, waarbij voor het onderstuk rivierstenen afkomstig van de oude toren werden gebruikt terwijl voor het bovenstuk mergel werd gebruikt. Bovendien werd het schip breder uitgevoerd, met gebruikmaking van de middeleeuwse pilaren die iets verplaatst werden, en werden de zijbeuken versmald tot processiegangen. Ook kreeg het schip een lichtbeuk in een romaans aandoende stijl, waardoor een basilicale opzet ontstond. De historisch belangrijke archeologische overblijfselen van het vroegromaanse kruisbasiliekje met klaverbladvormige oostpartij werden in het nieuwe kerkgebouw verwerkt.
In een plantsoen aan de overzijde van de kerk staat een Heilig Hartbeeld ter gelegenheid van het zilveren priesterjubileum van pastoor Steinhart in 1943.

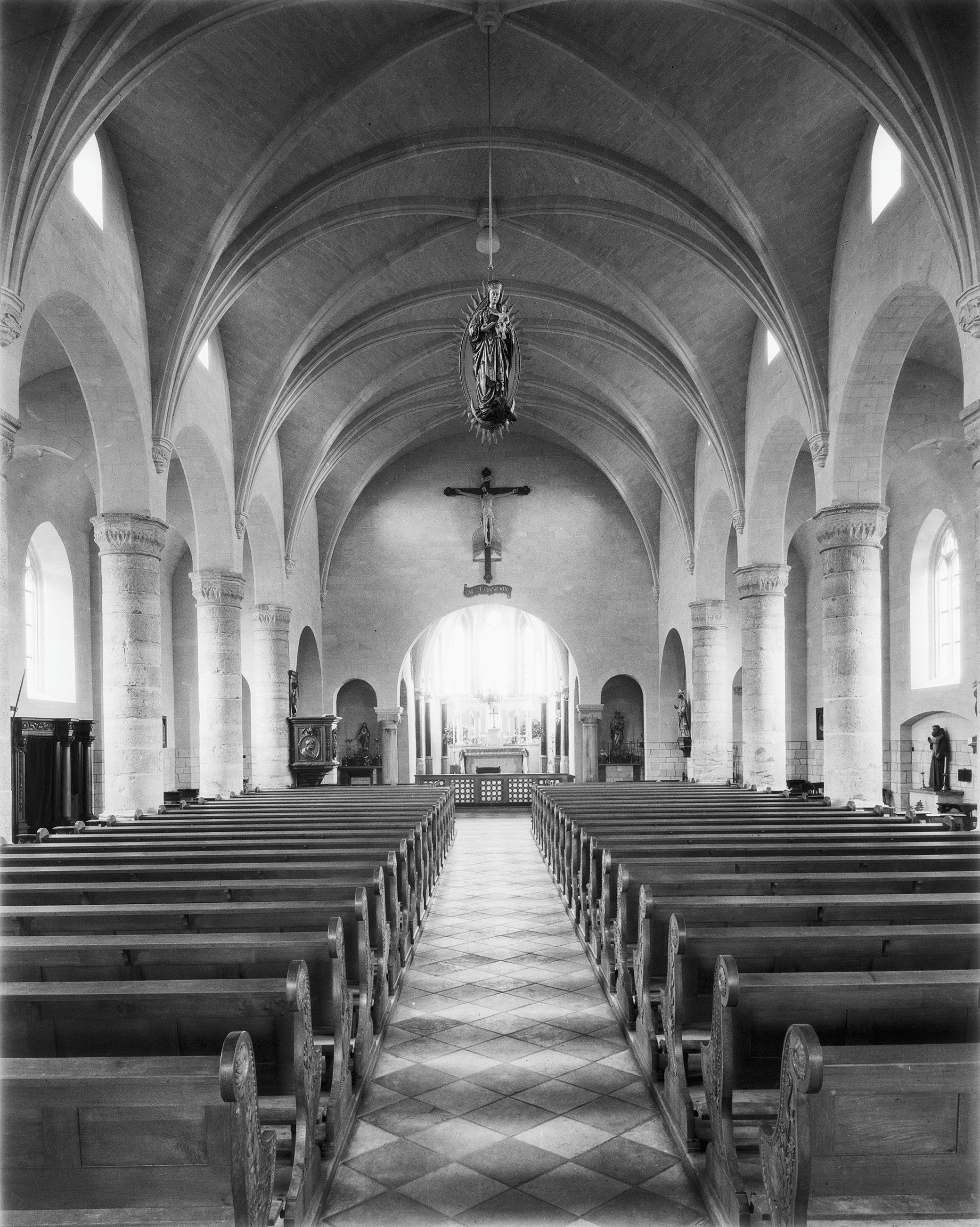
Kerkinterieur
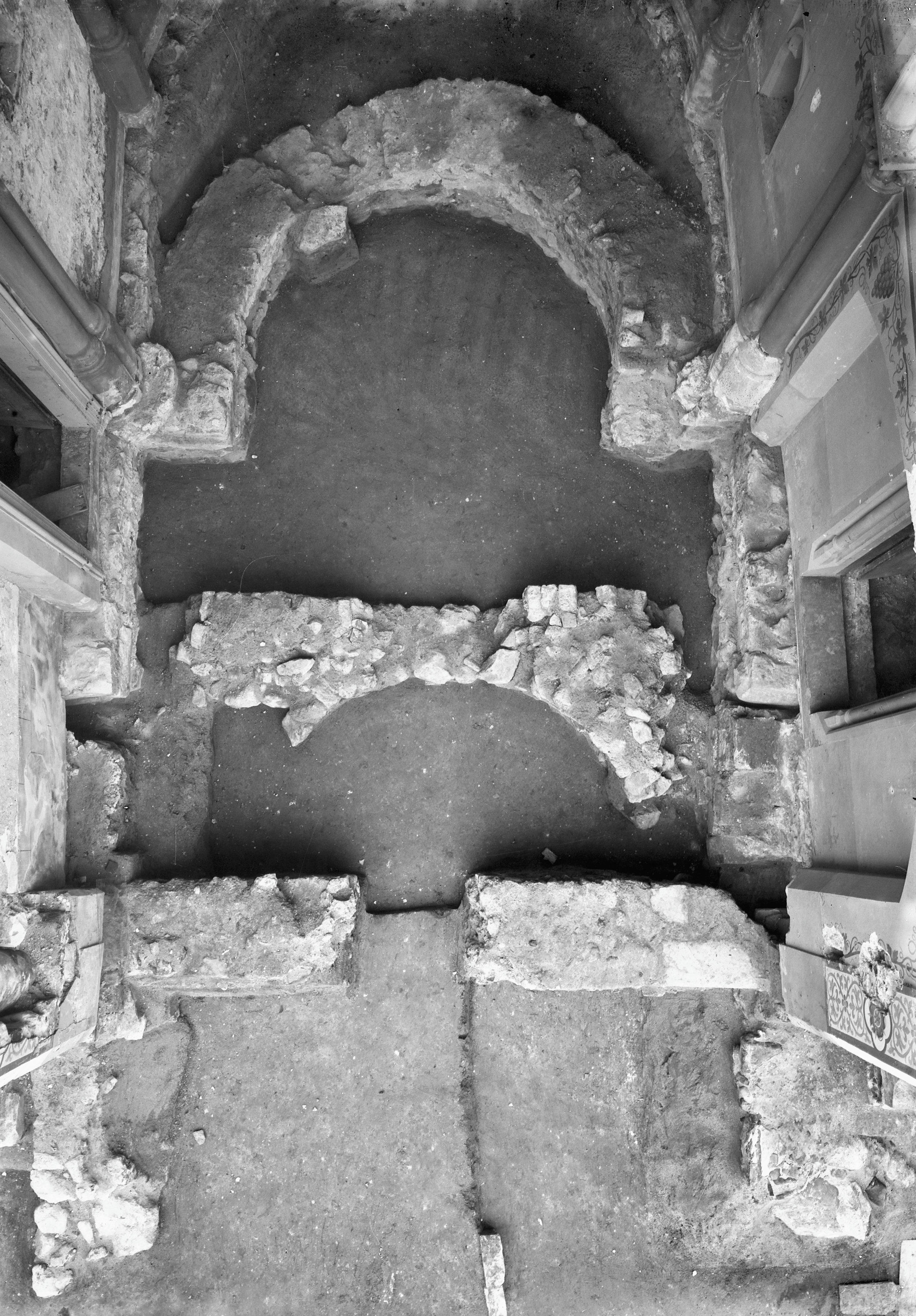
Opgraving koor, 1946
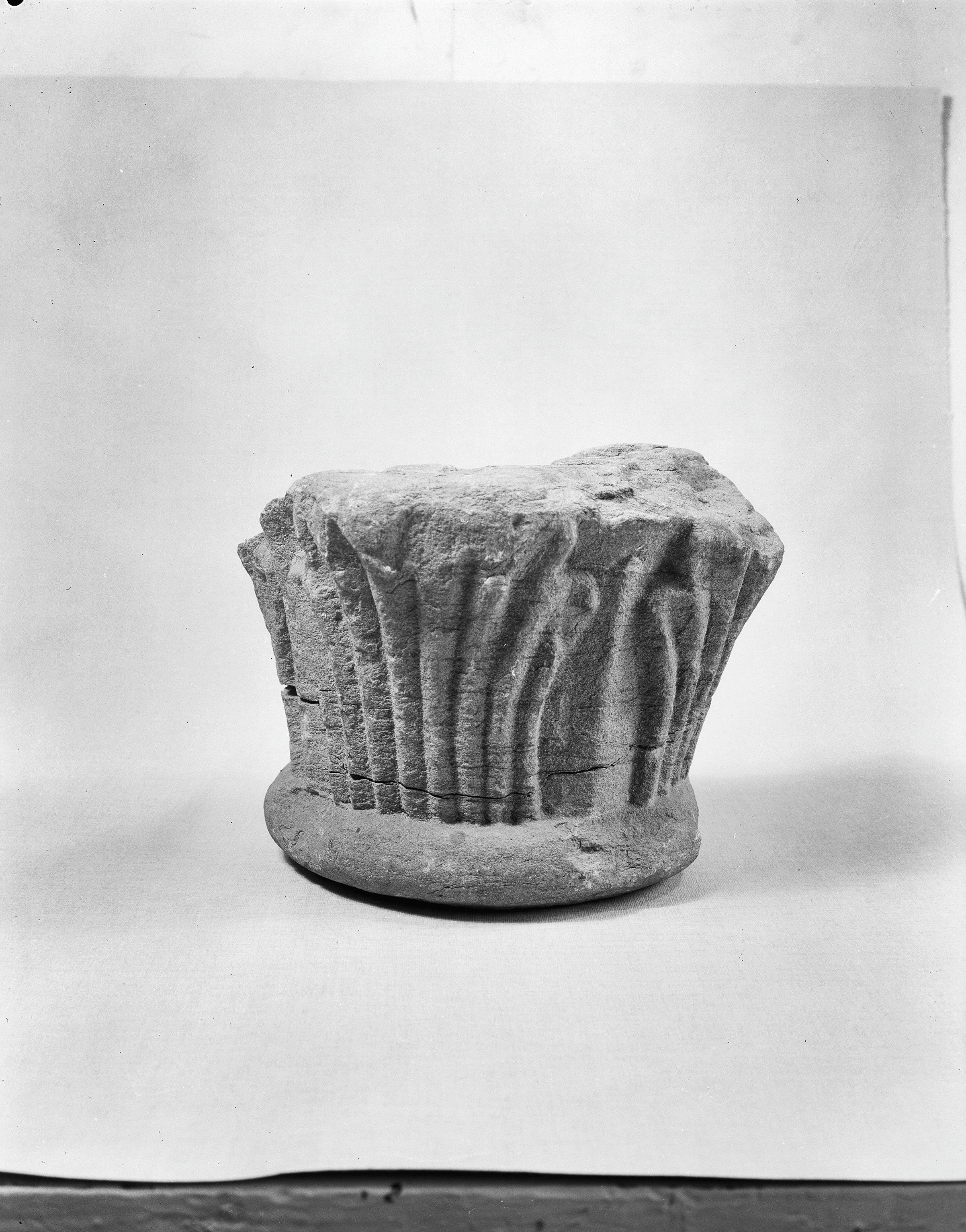
Romaans kapiteel